# Eugenia bosseri
Pour les articles homonymes, voir Bois de Nèfles et Bois de nèfles à grandes feuilles.
Espèce
Eugenia bosseri  ou bois de nèfles à grandes feuilles, est une espèce de plantes à fleurs de la famille des myrtacées. Elle est endémique de l'île de La Réunion, département d'outre-mer français dans le sud-ouest de l'océan Indien. À ne pas confondre avec Eugenia mespiloides dont le nom vernaculaire est le même.